# モーローチキンライス
モーローチキンライス、または嚤囉鶏飯（もうろうけいはん、粤拼: mo1 lo1 gai1 faan6）は、マカオ料理のひとつ。フライドチキンがレーズンと黄色いウコンの香辛料が入ったご飯とともに皿に盛り付けられる。

## 歴史
その起源はポルトガル領マカオ時代にまで遡る。ポルトガル人がマカオにウコンを持ち込んだと言われており、マカオ人はその香辛料を使ってターメリックライスを作ることを学び、最後にポルトガルのソーセージ、鶏肉、レーズン、松の実などを加えてチキンライスを作った。
名前に関しては、モーローチキンライスは1960年代には実際に存在していたが、当時は「インドチキンライス（印度鶏飯）」と呼ばれていた。第二次世界大戦の後、マカオにはインド人やパキスタン人が要塞の丘の中腹で羊を飼っている光景が見られた。聖ポール天主堂跡の横の丘の中腹で、彼らは全員スカーフを巻いており、当時マカオにいた殆どの華人は彼らを「嚤囉差（モー・ロー・チャイ）」と呼んでいた。この用語にはやや軽蔑的な意味合いがあるかもしれないが、時間が経つにつれて「モーローチキンライス」として知られるようになった。

## 現状
マカオの多文化融合を表現した料理なので、モーローチキンライスはマカオで人気があり、18,000人のメンバーがいる「澳門嚤囉鶏飯関注組」Facebookグループもある。今、マカオ市場の多くの茶餐廳がこのブームに倣い、モーローチキンライスを発売している。日本では、異国の地元メシを紹介する番組『世界頂グルメ』でもモーローチキンライスが紹介されている。